# Madhvacharya
Shri Madhvacharya (tiếng Kannada: ಶ್ರೀ ಮಧ್ವಾಚಾರ್ಯರು, 1238-1317) là người khởi xướng học thuyết Tattvavāda (Triết lý thật sự), được biết đến như là Dvaita hay là trường phái nhị nguyên (dualism) của triết học Ấn Độ. Nó là một trong ba trường phái có ảnh hưởng lớn nhất của triết lý Vedanta. Madhva là một trong những triết gia quan trọng trong suốt phong trào Bhakti. Ông là người tiên phong trong nhiều cách thức, đi ngược lại truyền thống đương thời. Madhvacharya được những người ủng hộ cho là hóa thân thứ ba của Vayu, còn được biết đến như là Mukhyaprana, sau Hanuman và Bhima.
Acharya Madhva được sinh ra vào ngày Vijayadashami năm 1238 tại Pajaka, một làng nhỏ gần Udupi, cha là Nadilliya Narayana Bhatta và mẹ là Vedavati. Họ đặt tên ông là Vasudeva.
Khi còn là một đứa trẻ, Vasudeva đã biểu lộ tài năng nắm bắt những vấn đề về tâm linh. Cậu bị thu hút vào con đường tu hành và vào năm 11 tuổi, cậu theo gia nhập một dòng tu của Achyuta-prajna, một nhà khổ hạnh nổi tiếng vào thời gian đó, gần Udupi, vào năm Saumya (1249). Người khai tâm cậu Acyuta-prajna đặt pháp danh cho Vasudeva là 'Purnaprajna' vào thời gian nhập vào sanyasa.
Một tháng sau đó, cậu bé Purnaprajna được kể là đã tranh luận thắng một nhóm chuyên gia về Tarka(logic) dẫn đầu bởi Vasudeva-pandita. Vui mừng trước tài năng của cậu, Achyuta Prajna đã phong cho cậu đứng đầu phái Vedanta và ban tặng cậu danh hiệu Anandatirtha.